# Gerrit Willem Joseph van Lamsweerde
Gerrit Willem Joseph baron van Lamsweerde, né le 22 août 1758 à Eerbeek et mort le 2 décembre 1837 à La Haye, est un homme politique néerlandais.

## Biographie
Ce propriétaire terrien ne participe pas à la vie politique, étant catholique. En 1795, lorsqu'éclate la Révolution batave, il devient bourgmestre de Zutphen. Le 27 janvier 1796, il est élu député de Doetinchem à la première assemblée nationale batave. Il n'est pas réélu en 1797 et retourne à la municipalité de Zutphen.
Le 8 mai 1807, Louis Bonaparte, roi de Hollande, le nomme préfet de Gueldre puis conseiller d'État et intendant général de la maison du roi le 14 novembre. Le 1er janvier 1809, il devient directeur général des Postes, tout en continuant à siéger au Conseil d'État.
Après l'annexion française en 1810, Van Lamsweerde devient juge de paix et membre du conseil général du nouveau département de l'Yssel-Supérieur. Guillaume Ier des Pays-Bas le nomme à nouveau au Conseil d'État en 1814 où il siège jusqu'à sa mort.

## Titres et décorations
- Commandeur de l'ordre de l'Union, 24 avril 1808
- Commandeur de l'ordre de la Réunion, 29 février, 1812
- Baron de l'Empire, 27 janvier 1813
- Chevalier, 29 août 1814
- Commandeur de l'ordre du Lion néerlandais, 1815
- Baron, 27 septembre 1817